# Jinlong (köpinghuvudort i Kina, Jiangxi Sheng, lat 24,75, long 114,53)
Jinlong är en köpinghuvudort i Kina. Den ligger i provinsen Jiangxi, i den sydöstra delen av landet, omkring 460 kilometer söder om provinshuvudstaden Nanchang. Antalet invånare är 22 785. Befolkningen består av 11 495 kvinnor och 11 290 män. Barn under 15 år utgör 22,0 %, vuxna 15-64 år 67 %, och äldre över 65 år 9,0 %.
Runt Jinlong är det ganska tätbefolkat, med 179 invånare per kvadratkilometer. Närmaste större samhälle är Yangcun, 15,8 km sydost om Jinlong. I omgivningarna runt Jinlong växer huvudsakligen savannskog.
Genomsnittlig årsnederbörd är 2 068 millimeter. Den regnigaste månaden är maj, med i genomsnitt 388 mm nederbörd, och den torraste är oktober, med 15 mm nederbörd.